# Борисоглебский монастырь (Дмитров)
Дмитровский Борисогле́бский монастырь — мужской монастырь Сергиево-Посадской епархии Русской православной церкви, расположенный в городе Дмитрове Московской области. Монастырь известен со второй половины XV века.
Ансамбль монастыря включает в себя: Борисоглебский собор XVI века, монастырские каменные стены с надвратной Никольской церковью и братскими кельями XVII века, часовня Святого духа XX века.
Есть легенда, документально ничем не подтверждённая, связывающая возникновение монастыря с Юрием Долгоруким, основавшим в 1154 году Дмитров.

## История

### Основание
Строительство и развитие монастыря связано с ростом влияния Дмитровского княжества и силы Дмитровских князей.
Впервые в документальных источниках монастырь как уже существующий упоминается в завещании князя Юрия Васильевича в 1472 году. Каменный Борисоглебский собор выстроен в одном стиле, и, скорее всего, в одно время, в XVI веке с Успенским собором Дмитровского кремля. Постройка собора относится к первой трети XVI века.
До XVII века монастырь был княжеским и зависел в управлении и содержании лишь от своих покровителей — дмитровских и московских князей. Возможно, уже с XV века настоятель монастыря носит чин архимандрита. Первым, известным по документам, архимандритом был архимандрит Феодосий (1519).

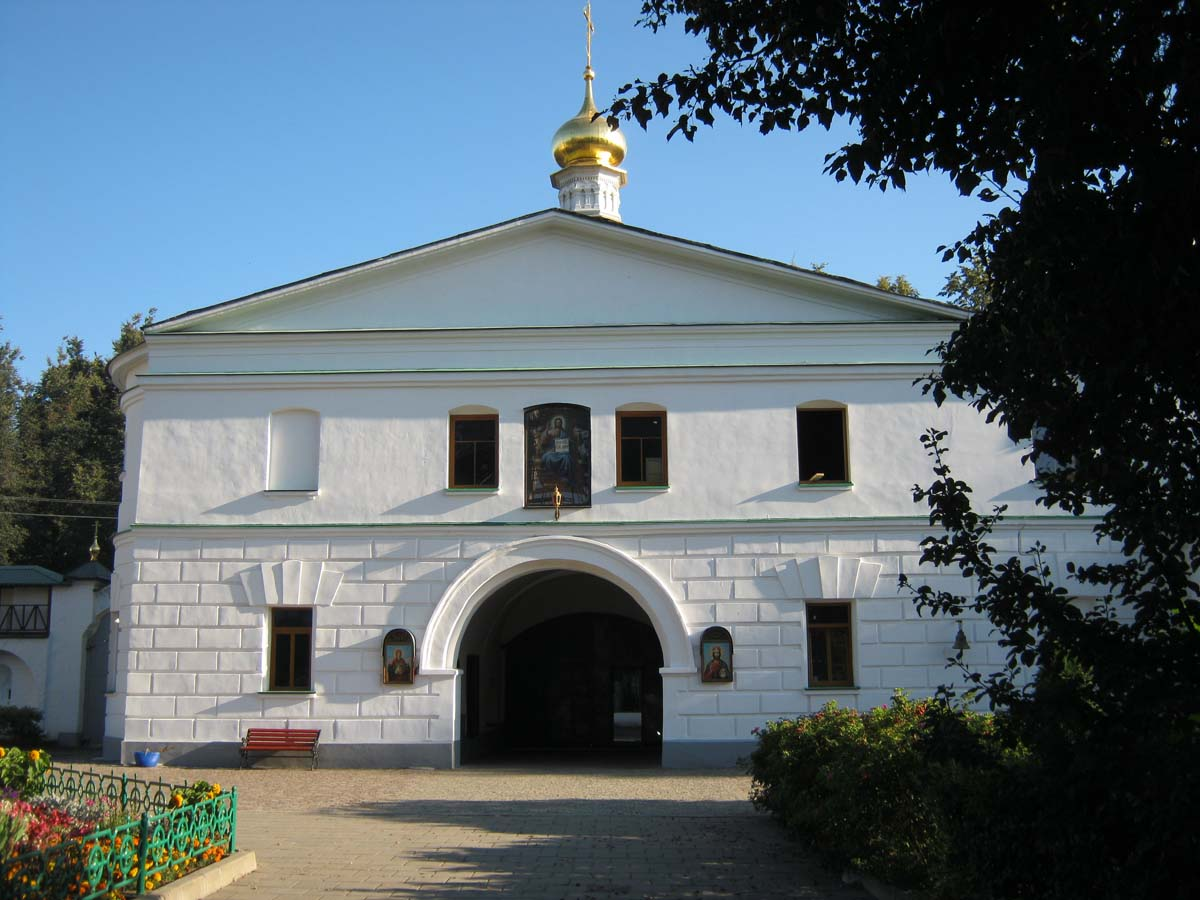
Церковь Николая Чудотворца. Святые ворота монастыря.

### После Великой Смуты
Во время польско-литовского нашествия, скорее всего, монастырь был разорён, как Дмитров и его окрестности. В 1610 году во время пожара при поляках сгорает архив монастыря. Каменный собор не пострадал.
В 1652—1664 годах указом царя Алексея Михайловича обитель приписана к Новгородскому Архиерейскому дому (предназначалась владыке Никону, будущему патриарху для подмосковной резиденции). В 1682 году Борисоглебский монастырь приписали к Заиконоспасскому монастырю.
В 1672 году монастырь переживает пожар, уничтоживший многие деревянные постройки. С данного момента начинается перестройка Святых врат, монастырских стен, келий в камень. В 1685—1687 году строится каменная надвратная Никольская церковь с трапезной.
В 1724—1726 годах вновь приписан к Новгородскому Архиерейскому дому. В обоих случаях потери самостоятельности монастырь управлялся строителями-новгородцами.
Архитектурный комплекс монастыря сложился в XVIII веке. К нашему времени были утрачены: Покровская больничная церковь (1702 г.), капитально перестроенная в 1791 году, восточные кельи и некоторые хозяйственные здания.

### Секуляризация земель
После екатерининского указа 1764 года о секуляризационной реформе принадлежащие монастырю земли с населёнными пунктами передавались в Государственную коллегию экономии.
Борисоглебский монастырь остался единственным монастырём Дмитрова, два других — Пятницкий и Никитский — были упразднены, остались только приходские церкви. Троицкий монастырь на реке Березовце был упразднён ещё ранее, в XVII веке.
В середине XVIII века монастырь переживал трудные времена, постройки сильно обветшали. Тем не менее, к концу века он нашёл средства перестроить Покровскую церковь (её последнюю стену разобрали вместе с северной монастырской стеной при строительстве во второй половине 1990-х), в первой половине XIX века — возвести настоятельский корпус. В 1888 году (по ошибочно прочитанной дате на кресте) отмечался 500-летний юбилей монастыря, что вызвало рост интереса к нему. Под наблюдением И. П. Машкова восстановлен в первоначальном виде собор, здания реставрированы, в 1902 году П. А. Ушаков на пожертвование Е. С. Ляминой построил духовное правление.

### Революция 1917 года. Дмитлаг

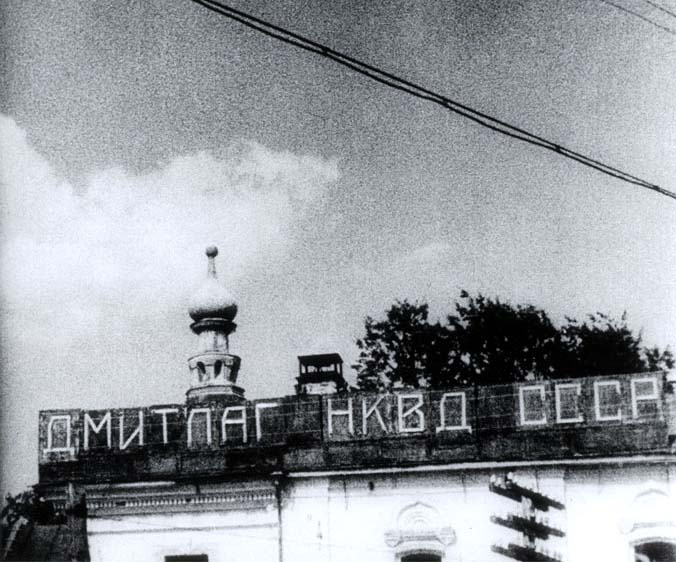
Управление Дмитлага, располагавшегося с 1932 по 1937 год в монастыре

После революции в 1918 году монахи из Борисоглебского были переведены в Николо-Пешношский монастырь, а в нём разместились сёстры Турковицкого женского монастыря, эвакуированные с западной Украины. С 1921 года к ним присоединились сёстры из Зарайской Богородицкой Бахрушинской женской общины Рязанской епархии. В 1926 году Борисоглебский монастырь окончательно закрыли и отдали его здания краеведческому музею.
В 1932 году музей переведён в Успенский собор, а в монастыре разместили управление Дмитлага ОГПУ (НКВД) — отделение ГУЛАГа для строительства канала Волга — Москва.
Прилегающие улицы: Комсомольская, Пионерская, Чекистская, Большевистская, Инженерная, Энергетическая, Шлюзовая — образовали «городок Дмитлага», где селился инженерный состав и вольнонаёмные работники.
С 1940-х по 1970-е годы в монастыре находилась воинская часть, позже — различные учреждения и организации. Братский корпус использовался под жильё.

### Восстановление монастыря
В 1993 году начинается восстановление монастыря. В 2003 году в нём было восемь насельников: настоятель архимандрит Роман (Гаврилов), три иеромонаха, два иеродиакона, два послушника. 31 августа 2003 года состоялся визит патриарха Алексия II. 6 августа 2004 года митрополит Крутицкий и Коломенский Ювеналий вновь освятил возрожденный и отреставрированный Борисоглебский собор. К 2008 году в монастыре значилось девять насельников.

## Вотчинные владения
Вотчинные владения монастыря были по жалованным грамотам удельных Дмитровских князей Юрия Васильевича и Юрия Ивановича. По переписным книгам 1627—1628 годов после польско-литовского нашествия значатся:
1). Монастырская слобода в 13 дворов и 16 служилых людей. Также к слободе относится луг по реке Яхроме, дающей 100 копн сена. По переписным книгам 1685 года 25 дворов и 71 человек.
2). В Повельском стане. Село Лаврово (Никольское) с землями, в нём старая деревянная Никольская церковь. К селу примыкали пустоши, что раньше были деревнями (до польско-литовского нашествия): Данилково, Редькино, Новый пруд, Иванищево, другое Редькино, Тарабеево-Востриково на речке Струкайловке, пустошь Овдеевская.
Также сельцо Орехово с монастырским двором, к которому относились пустоши: Митусово (Матусово?), Варсино, Шишкино, Привернино, Отушкино, Оксёново. И пустоши, где раньше было село Брейно-Урусово и деревни: Кокоурова, Холмина, Турбышева, Пыхина, Потапова. Также половина деревни, что было селом Афанасово на реке Яхроме и мельничным мостом с пустошью Муравьёво. Также починок Симонков с пустошами: Старь, Образцово, Кощейково (Трощейково?). Итого: 25 пустошей с монастырским двором с 2 детьми, 5 дворов с 10 детьми. По переписи 1685 года 12 дворов и 64 человека, церковь перенесена в Орехово.
Сельцо Орехово упоминается на Поклонной горе северо-восточной окраины Дмитрова. Сейчас там располагается Дмитровский экскаваторный завод и частный сектор по улице Водников.
3). В Вышегородском стане. Деревня Костина при бывшем селе Новое с пустошами. Это бывшие деревни: Заболотье, Дикое, Конюхово, Симонов, Путвино, Прокофьево (сейчас Прокошево), Левино, Столцы. Также пустоши: Протасово, Маслово и Поликарпово. В деревне Костино числится 3 двора с 6 крестьянами. На 1678 год — 12 дворов.
4). В Каменском стане. Село Турбичево на реке Золотухе с монастырским двором и церковью архангела Михаила. К Турбичевской вотчине относились деревни: Арбузово, Каргашино, Малыгино, Романово, Подсосенье, Селиваново с пустошами: Векирево, Лукино, Тютьково, Пердяево, Юрово. Пустоши на прудах: Лагуново, Шилино, Фомкино, Шерепово;при оврагах Кормухино и Люхнево. Пустоши по речке Золотухе: Головково, Казаково, Михнево; по речке Кинерше — Мясниково. Всего в Каменском стане: 1 село, 7 деревень и 16 пустошей. Всего 15 с монастырским дворов + 5 пустых: 30 человек. На 1678 год у Турбичево с окрестными деревнями числится 58 дворов.
5). Село Веретье-Кутач на реке Дубне и речке Паз. При селе монастырский двор и Георгиевская церковь на погосте между речками Дубна и Паз. Примыкающие к селу деревни: Меледино на речке Паз, Иванцево и Кутач на Дубне, Стариково на Дубне и речке Пердошь, Горелуха, Юдино и Страшево на Дубне. Также починки: Власовский на реке Кунем-Вязье, Матюков, Михайлов, Ортёмово-Займище, Мытня-Зрихин, Мытня-Ольховичная, Грива, Жилин, Косяков, Мининский, Назимец, Поздичей, Усачёвский, Харкино, Хватков, Фурсов на Дубне, Яринский. Бывшие населённые пункты после польско-литовской интервенции (пустоши): Головинец на Сестре, Стрелка и Романцево на Дубне, Гридинская, Доронино, Легкоруково, Метково, Холм, Пронинская и Деренская по реке Кунем, Куничино-Раменье и Яковлевский починок, Баранов починок, Втыкилево, Зубарево, Корысть, Ларкино, Мелентьев починок, Овинище, Тихоновская, Жуково-Займище, Ольховик, Зобово, Гарево, Карпова, Кривовская, Климова, Обрамова, Короваевская на речке Пердошь, Ковригино, Костино, Лаврово, Пановка. И пустоши: Борок на Кунем и Кривец на Дубне.
Всего: сельцо и погост с церковью, 7 деревень, 21 починок, 35 пустошей. Итого: 26 дворов и 38 человек. По переписным книгам 1678 года уже значится село Веретье с деревнями. Были из пустошей восстановлены деревни: Жуково-Займище, Кривец на ней была устроена мельница в 3 жернова, Ольховик на речке Ольховке, Зобово, Яринский починок (Яфимино), Легкоруково (Филиппово), Стрелка. Часть других пустошей были распаханы под пашни, часть получила новые названия. Всего: 80 дворов без учёта монастырского с 339 жителями.
Кроме земель у монастыря имелось: 5 мельниц в начале XVII века (некоторые с XVII века): под деревней Кривцовой, под деревней Стрелкою, по рекам Паз и Дубна, Березовец. Была рыбная ловля по рекам Куньями, Березовец для сохранения пойманной рыбы использовался пруд при монастыре. Также монастырь занимался обжигом кирпича и выделкой дроби.
Водная мельница на реке Икша в Вышегородском стане сдавалась монахами в аренду. Впоследствии на месте мельницы в 1907 году был построен саксонцем Ю. В. Пеге Проволочно-гвоздильный завод с водным колесом, который послужил началом посёлка Икша.
Также к монастырю относился вековой сосновый лес в Тимоновской волости (Тимоновское лестничество).
После секуляризации 1764 года Екатерининским указом за монастырём оставили только: огородную и садовую землю, при конюшне безрыбный пруд для пойла лошадей, яму за монастырём для хранения пива и кваса. Оставлялась сенокосная земля на пустоши Ореховой со скотным двором и пустоши Митусовой (сейчас Матусово поле). Право рыбной ловли на реке Яхроме с уплатой за неё в казну денег. В 1766 году была составлена опись оставшихся монастырских владений.
Сейчас подворье (вотчина) монастыря расположено возле деревни Святогорово.

## Архитектура
Старейшим зданием является каменный собор Бориса и Глеба, выстроенный, по мнению архитектора С. А. Гаврилова, вероятно, в середине XVI века. Датировка собора по фрагменту намогильной плиты с датой 1537 год ошибочна. Закладка обломка камня в стену северной апсиды относится, предположительно, ко времени настоятельства архимандрита Тихона III (около 1840 года), интересовавшегося историей монастыря и вставившего в стену собора Борисоглебский крест. Во времена Дмитлага камень был утрачен, но снова найден под площадкой крыльца в 1993 году.
Четырёхстолпный двухпрестольный собор с тремя апсидами поставлен на современных ему белокаменных погребах. Завершался собор двумя главами, из которых сохранилась одна. Вторая небольшая глава находилась над Вознесенским приделом, располагавшимся в юго-восточном компартименте и южной апсиде, увеличенной при строительстве для размещения придела. В киоте главного западного фасада размещалась икона Вознесения Господня, а в одном документе XVII века монастырь назван Вознесенским. Возможно, до строительства в середине XVI века Борисоглебского собора главный престол старого собора был Вознесенским. По традиции, при строительстве церкви с новым посвящением главного престола, главный престол старого храма переносили в южную апсиду. Над западной частью северного рукава свода, за средней закомарой северного фасада, обнаружены горизонтальные площадки. Возможно, здесь стояла небольшая звонница. Вокруг собора стояли паперти с тёсовыми крышами на деревянных столбах.

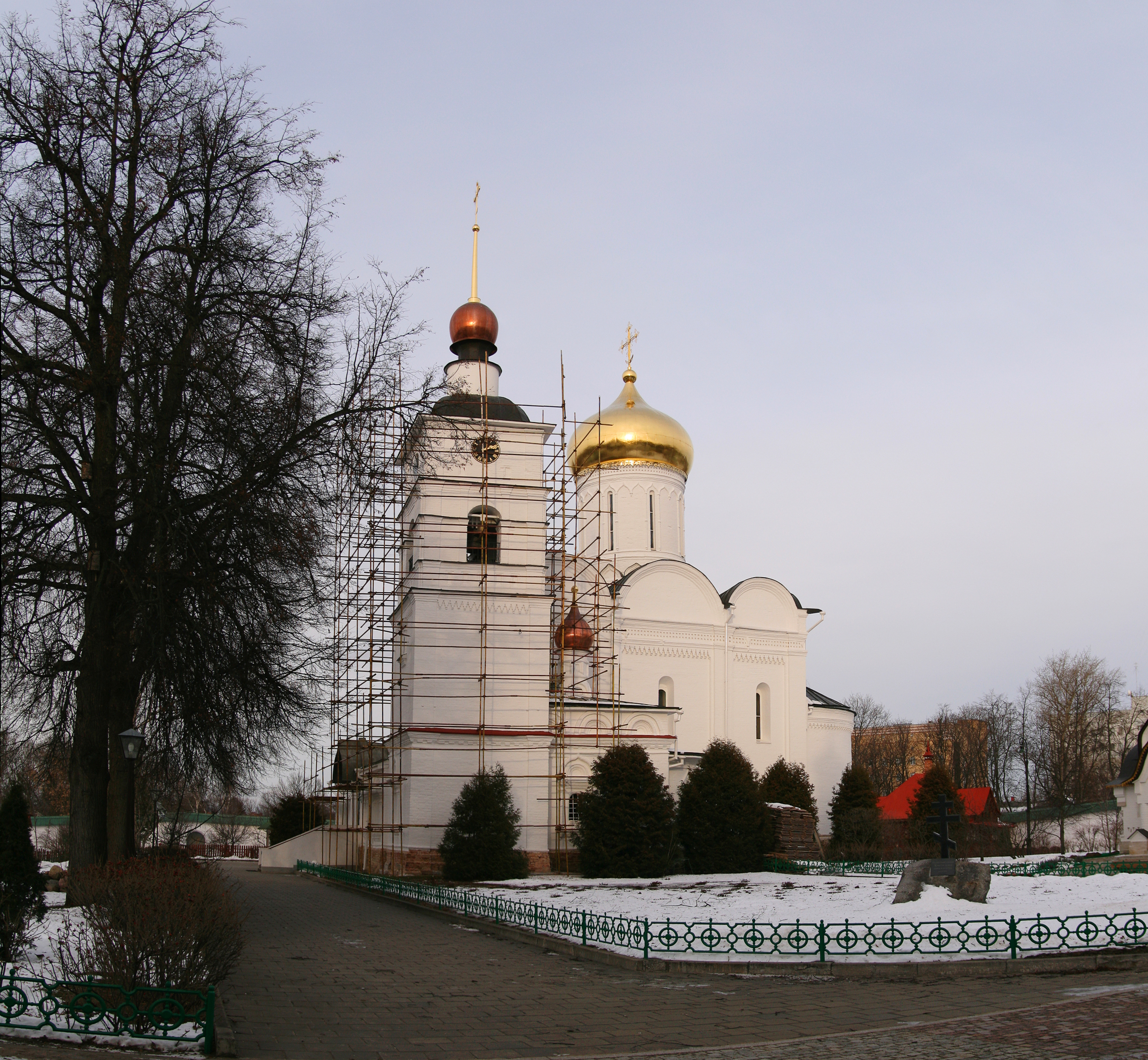
Собор Бориса и Глеба. Середина XVI века, придел середины XVII века

В 1672 году монастырь пережил сильный пожар, который способствовал его перестройке в камень: в 1672 году при архимандрите Питириме построены Святые врата. При архимандрите Каллистрате в 1685—1687 над Святыми вратами построена Никольская церковь с трапезной, построены настоятельские кельи между Никольской церковью и западной стеной (юго-западная башня именовалась круглой настоятельской кельей и в ней стояла круглая изразцовая печь), братские кельи в средней части восточной стены ограды, частично выходившие за ограду, сохранявшиеся до XX века. В 1685—1689 годах при архимандритах Каллистрате и Иосифе (Варянове) построена ограда с четырьмя угловыми башенками. В 1702 году при архимандрите Сергии (Пустобоярове) на средства Акилины Нарышкиной возводится больничная Покровская церковь, упразднённая ещё до начала XX века. 
В 1656 году у западной части южного фасада собора построили небольшой Алексеевский придел с одной главой и маленьким притвором на средства вдовы стольника Семена Васильевича Чаплина Прасковьи. В публикациях ошибочно называют умершего, вероятно, в моровое поветрие 1654 года, стольника Алексеем Ивановичем. В 1993 году обнаружена храмозданная плита Алексеевского придела с именем стольника Семёна.
До конца XVII века к притвору придела пристроили паперть, дошедшую до западного портала собора, а над притвором придела уже стояла шатровая колокольня. В таком виде двуглавый собор с шатровой колокольней был изображён на темперном рисунке конца XVII века на простенке между окнами второго этажа северо-западной башни монастырской ограды (башня в 1996 году была полностью разобрана и выложена заново, но уже без окон и темперного рисунка).
До конца XVIII века колокольня приобрела теперешний вид. При реконструкции к южной стене Алексеевского притвора была сделана прикладка толщиной около метра. Тогда же западную паперть достроили до северо-западного угла собора, над закомарами сделали скатные крыши, а вместо большой главы над барабаном надстроен ещё один ярус барабана, завершённый маленькой главкой. Вероятно, тогда же разобрана юго-восточная глава.
В XIX веке на месте киота с иконой Вознесения прорубили окно.
В 1834 году к Никольской церкви пристраивается (на месте первоначальной северной паперти и лестницы) придел Феодоровской Иконы Божией Матери.
На рубеже XIX—XX веков в соборе сделали калориферное отопление. Кирпичные каналы воздуховодов прошли по могилам ктиторов Алексеевского придела, а храмозданная плита с именем Семёна была использована в качестве перемычки над воздуховодом под окном в южной стене Алексеевского притвора. В 1901—1902 годах архитектором И. П. Машковым проведена реставрация верха собора, верхний ярус с главкой XVIII века были разобраны, и глава снова стала большой, а четверик получил позакомарное покрытие.
После возобновления монастыря (1993 год) закипели работы по благоустройству территории монастыря и «поновлению» памятников. В ходе этих работ некоторые ценные архитектурные элементы были утрачены. В 1996 году полностью перестроена северо-западная башня, где находился уникальный темперный рисунок Борисоглебского монастыря XVII века. Полностью, вместе с сохраненными при реставрации фрагментами XVII века, удалена лицевая кладка с настоятельских келий, отреставрированная в 1988-89 годах. На месте подлинных сделаны новые окна с небывалыми наличниками. На месте глухих стен сделаны окна с наличниками «под XVII век». В начале 2000-х гг. строятся небольшая одноглавая Свято-Духовская часовня в русском стиле, двухэтажное хозяйственное здание, полностью перестраивается южная и западная стены. На месте крыши с подлинным барабаном XVII века и главой, покрытой осиновым лемехом, «восстанавливается» купольная крыша с золоченой главой и хозяйственные постройки на месте Покровской церкви и братских келий.

### Предметы церковной службы
В ходе археологических раскопок, проведённых в 1988 году, к юго-западу от Борисоглебского собора были обнаружены остатки полуземлянки глубиной 1,4 м и шириной 2,6 м со столбовыми ямками по углам. На её полу найдены остатки керамики конца XIII — начала XIV веков. Такая же керамика найдена в слое погребённого дёрна вместе с обломком стеклянного браслета.
В 1815/1816 году известный историк К. Ф. Калайдович после скандала 1814 году во Владимире сначала непродолжительное время находился в сумасшедшем доме, а потом около года прятался от уголовного преследования в Николо-Пешношском монастыре. Будучи формально послушником монастыря, изучал окрестности. Побывав в Борисоглебском монастыре, он первым обнаружил резной белокаменный крест с изображением Троицы, Распятия и святых Василия, Николая и Георгия, предположительно, в кладке северного пилона под аркой Алексеевского придела Борисоглебского собора. В письме 1817 года он написал о своей находке. Но крест после Калайдовича был снова утрачен. Повторно крест был найден архимандритом Тихоном в 1840 году под жертвенником Алексеевского придела и вставлен в стену справа от западного портала.
В 1930-е годы, после изгнания из монастыря работниками ОГПУ Дмитлага краеведческого музея, дмитлаговцы срубили лики всех святых, забросали крест раствором и приткнули к этому месту перегородку. В 1982 году крест был извлечён из стены и в целях сохранности перенесен в Дмитровский музей. Первым крест опубликовал учитель русского языка Дмитровского духовного училища Н. Н. Былов в 1888 году. Датой создания креста Былов назвал 1388 год. Его интерпретация даты оказалась неточной, но очень кстати оказалась для обоснования празднования 500-летнего юбилея. Изучавший древние русские кресты И. А. Шляпкин в 1906 году впервые опубликовал рисунок с фотографии креста и предложил уточнить дату 1467 годом, но, вероятно, робко, потому что его датировку всерьез не приняли ни М. Н. Тихомиров (1462 год), ни М. А. Ильин, ни Г. В. Попов (1447 год). Т. В. Николаева снова возвращает датировку к 1467 году, но называет его поклонным и правого святого называет Григорием. После извлечения креста из кладки стены в 1982 году он был изучен архитектором С. А. Гавриловым и опубликован в журнале «Советская археология» АН СССР 1985, вып.2. с 213—222. В нижней части креста надпись: «В лето 1467 поставлен бысть крест на благовещение святой Богородицы месяца марта ни» (надпись не дописана). На правом торце нижней перекладины окончание надписи: «на Пантелее над вощесником». Это был намогильный крест над убитым и не успевшим покаяться Пантелеем.

## Настоятели
- 1 — архимандрит Феодосий (1519), первый из настоятелей монастыря, достоверно установленный по документам.
- 2 — строитель Иоаким (Ларионов) (1611/12)
- 3 — строитель Серапион (Одинцов)

В синодике Борисоглебского монастыря 1654 г. упоминаются без дат — они были до 1611/12г.?
- - 4 — архимандрит — Иона
  - 5 — архимандрит — Васьян
  - 6 — архимандрит — Варлам
  - 7 — архимандрит — Исайя
  - 8 — архимандрит — Никандр
  - 9 — архимандрит — Герасим
- 10 — архимандрит Геннадий (1618)
- 11 — строитель Киприан I (1623)
- 12 — Киприан I (4.1624-17.01.1633) из строителей переведен в архимандриты
- 13 — архимандрит Макарий (1642—1644)
- 14 — архимандрит Иоаким (1646—1651)
- 15 — архимандрит Тихон I (1651—1652)

В 1652—1664 годах монастырь принадлежал Новгородскому Митрополичьему дому (Никону)
- 16 — строитель Александр (1652—1654?), «чёрный священник»
- 16 — строитель Ефрем (1655—1656), «черный поп»
- 17 — строитель Авраамий (1656—1663) (Новгородец)
- 18 — игумен Авраамий (1664—1665) переведен из строителей
- 19 — архимандрит Авраамий (1665—1869) из игуменов.
- 20 — архимандрит Савватий (1669 — август 1671)
- 21 — архимандрит Питирим (1672—1780)
- 22 — архимандрит Корнилий (1680—1683)
- 23 — архимандрит Тихон II (1683—1684)
- 24 — архимандрит Калистрат (1684—1688)
- 25 — архимандрит Иосиф (Варянов?) (1688—1692)
- 26 — архимандрит Симеон (1694—1698)
- 27 — архимандрит Сергий I (Пустобояров) (1698—1702)
- 28 — архимандрит Евфимий (1703—1707)
- 29 — архимандрит Адриан I (1707 — 14.6.1712)
- 30 — архимандрит Матфей (Шумерин) (1713 — январь 1715)
- 31 — архимандрит Адриан II (1715-10.1722)
- 32 — архимандрит Мелхиседек (Борщов) (март 1722-16.2.1723)

В 1724—1727 годах монастырь снова приписан к Новгородскому архиерейскому дому
- 33 — строитель — Иринарх (1724)
- 34 — строитель — Антоний (1727)
- 35 — архимандрит Киприан II (Скрипицын) (1727—1732)
- 36 — архимандрит Андроник (17 января 1731 — октябрь 1733)
- 37 — наместник Иосиф (31.10.1733-20.12.1733)
- 38 — архимандрит Виктор (Подгорский) (20.12.1733-16.1.1739 (?))
- 39 — архимандрит Адриан III (1736)
- 40 — архимандрит Павел I (20 мая 1740—1756)
- 41 — архимандрит Иакинф (Карпинский) (1757—1758)
- 42 — архимандрит Нифонт (1758—1760)
- 43 — архимандрит Боголеп (Городецкий) (1760—1762)
- 44 — архимандрит Иероним (20.6.1762-5.12.1763)
- 45 — архимандрит Иосиф (Аверков) (9.3.1763-1771)
- 46 — игумен Иоанний (?) (20.10.1771-1775)
- 47 — игумен Иаков (1775-30.3.1779, 1780?)
- 48 — игумен Павел II (Наумов) (1781-22.6.1785)
- 49 — игумен Никандр (13.10.1785-20.4.1786)
- 50 — игумен Иоанникий (20.4.1786-10.1794 (1797?))
- 51 — игумен Аполлинарий (Пуляшкин) (5.11.1794-1802)
- 52 — архимандрит Александр (Алексеев) (16.1.1803-10.2.1804)
- 53 — архимандрит Гедеон (Фомин) (17.4.1804-1806)
- 54 — архимандрит Макарий (Брюшков) (9.8.1806-1810)
- 55 — архимандрит Евгений (Казанцев) (6.8.1810-11.8.1811)
- 56 — архимандрит Досифей (Голенищев-Кутузов) (28.8.1811-20.7.1816)
- 57 — архимандрит Арсений (Козноров) (26.7.1816-4.7.1819)
- 58 — архимандрит Феофилакт (4.7.1819-1822)
- 59 — архимандрит Платон (Березин) (26.3.1822-1826)
- 60 — архимандрит Евлампий (Пятницкий) (19.3.1826-28.3.1830)
- 61 — архимандрит Платон (Казанский) (17.7.1830-31.12.1830)
- 62 — архимандрит Феофил (1.2.1832-1835)
- 63 — архимандрит Тихон (Углянский) (3.2.1835-1846)
- 64 — архимандрит Иаков (Кротков) (9.2.1847-31.8.1855)
- 65 — архимандрит Герман (Соколов) (11.9.1855-1872)
- 66 — архимандрит Михаил (1872—1880)
- 67 — игумен Сергий II (1880—1882)
- 68 — архимандрит Сергий II (1882—1888)
- 69 — архимандрит Пантелеймон (Иван Алексеевич Поспелов) (1890—1892)
- 70 — архимандрит — Феофан (Борис Глебов 1831—1897) 1895—1897, переведен из Савво-Сторожевского монастыря в Звенигороде, брат наместника ТСЛ Павла Глебова.
- 71 — архимандрит Дионисий (Сосновский) (1898—1901)
- 72 — игумен Феодосий II (1902—1907) до 1907
- 73 — архимандрит Феодосий II (1907—1918) из игуменов
- 74 — архимандрит Роман (Геннадий Михайлович Гаврилов, 1957 г.), 1993—2005 гг.,
- 75 — игумен Августин (Анатолий Викторович Шорников), с 2005 г.

## Святыни
- Ковчег с частицами мощей святых Апостолов Андрея Первозванного и Евангелистов Матфея и Луки, святителей Иоанна Златоуста, Григория Богослова, Феофана затворника Вышенского, свв. Петра и Февронии Муромских, великомученика Георгия Победоносца и многих других святых.
- Частица Креста Господня.
- Ковчег с частицами мощей святых Бориса и Глеба